# Maurice Lepage (agent secret)
Pour les articles homonymes, voir Lepage.
Maurice Lepage (1912-1944) fut, pendant la Seconde Guerre mondiale, un agent américain du service secret britannique Special Operations Executive (SOE).
Situation militaire : 
- Headquarters OSS, ETOUSA[1], New Tork ; grade : second lieutenant ; matricule : 02044990 ;
- SOE, section F ; grade : second lieutenant.

## Biographie
Maurice A. Lepage naît le 27 novembre 1912. Il est originaire de Westchester County, New York.
Il est envoyé en mission secrète en France durant la deuxième guerre mondiale. Sous le nom de guerre « Colin », il est chef du réseau LIONTAMER qu’il vient implanter et diriger dans la région de Valenciennes, avec David Finlayson « Guillaume », son opérateur radio et Edmond Lesout « Tristan ».
Les trois membres de LIONTAMER sont parachutés le 2 mars 1944 en même temps qu’un jeune pilote britannique, George McBain, qui doit rejoindre le réseau MUSICIAN. Les quatre sont arrêtés dès qu'ils atterrissent au sol.
Maurice Lepage aurait été exécuté en captivité dans le camp de concentration nazi de Gross-Rosen, en août ou septembre 1944

## Reconnaissance

### Monuments
- En tant que l'un des 104 agents du SOE section F morts pour la France, Maurice Lepage est honoré au mémorial de Valençay (Indre).
- Cimetière militaire américain de Neuville-en-Condroz[2], près de Liège, Belgique, Tablets of the Missing.
- OSS Memorial, CIA HQ, McLean, Virginia, U.S.A.